# New York Stock Exchange Building
El New York Stock Exchange Building (también el NYSE Building) es una estructura en el Distrito Financiero de Manhattan en Nueva York (Estados Unidos), que sirve como la sede de la Bolsa de Valores de Nueva York. Consta de dos inmuebles conectados entre sí que ocupan dos tercios de la manzana delimitada por Wall Street, Broad Street, New Street y Exchange Place. El tercio central del bloque tiene la estructura original en 18 Broad Street y fue diseñado en estilo neoclásico por George B. Post. El tercio norte tiene un anexo de oficinas de 23 pisos en 11 Wall Street, diseñado por Trowbridge & Livingston en un estilo similar.
La fachada de mármol del 18 Broad Street tiene columnatas que miran al este hacia Broad Street y al oeste hacia New Street, ambas en lo alto de podios de dos pisos. La columnata de Broad Street, un ícono de la NYSE, tiene un frontón diseñado por John Quincy Adams Ward, que representa el comercio y la industria. La fachada del 11 Wall Street tiene un diseño más simple pero tiene detalles arquitectónicos similares a los de 18 Broad Street. Detrás de las columnatas de 18 Broad Street está el principal piso comercial, un espacio rectangular de 22 m. Un piso de negociación adicional, apodado el Garage, está en 11 Wall Street. Hay oficinas y salas de reuniones en los pisos superiores de 18 Broad Street y 11 Wall Street.
El NYSE había ocupado el sitio en Broad Street desde 1865, pero tuvo que expandir su edificio anterior varias veces debido al hacinamiento. La estructura en 18 Broad Street se construyó entre 1901 y 1903, en sustitución del edificio anterior. En dos décadas, el nuevo edificio de la NYSE se había saturado y el anexo en 11 Wall Street se añadió entre 1920 y 1922. Se agregaron tres pisos de negociación más a fines del siglo XX para adaptarse a la creciente demanda, y hubo varias propuestas para trasladar la Bolsa de Nueva York a otro lugar. Con la creciente popularidad del comercio electrónico en los años 2000, los tres pisos comerciales más nuevos se cerraron en 2007.
El edificio fue designado Monumento Histórico Nacional en 1978 y lugar emblemático de la ciudad por la Comisión de Preservación de Monumentos Históricos de la Ciudad de Nueva York en 1985. También es una propiedad contribuidora del Distrito Histórico de Wall Street, incluido en el Registro Nacional de Lugares Históricos en 2007.

## Sitio
El New York Stock Exchange Building se encuentra en el Distrito Financiero de Manhattan, y se ubica en la manzana entre Broad Street al este, Wall Street al norte, New Street al oeste y Exchange Place al sur. El lote tiene un área total de 2913 m². Los edificios cercanos incluyen 1 Wall Street al oeste; 14 Wall Street al norte; Federal Hall National Memorial al noreste; 23 Wall Street y 15 Broad Street al este; Broad Exchange Building al sureste; y 30 Broad Street al sur. La estación Broad Street del metro de Nueva York, al servicio de los trenes J y Z originalmente tenía dos escaleras que conducían a la acera directamente afuera del New York Stock Exchange Building. Una se cerró tras los ataques del 11 de septiembre de 2001, y la otra en 2012.
Tras los atentados del 11 de septiembre se creó una zona de seguridad alrededor del NYSE. Además, se estableció una zona peatonal a lo largo de varios bloques que rodean el edificio y se instalaron bolardos en varias intersecciones a mediados de los años 2000. En 2017, Downtown Alliance propuso mejoras en la zona peatonal que rodea el NYSE Building. Los planos incluían una serie de bancos colocados alrededor de la estatua Fearless Girl en el lado de Broad Street del edificio. Las mejoras también incluyeron la eliminación de las entradas del metro de Broad Street, que fue aprobada en 2019.

## Diseño

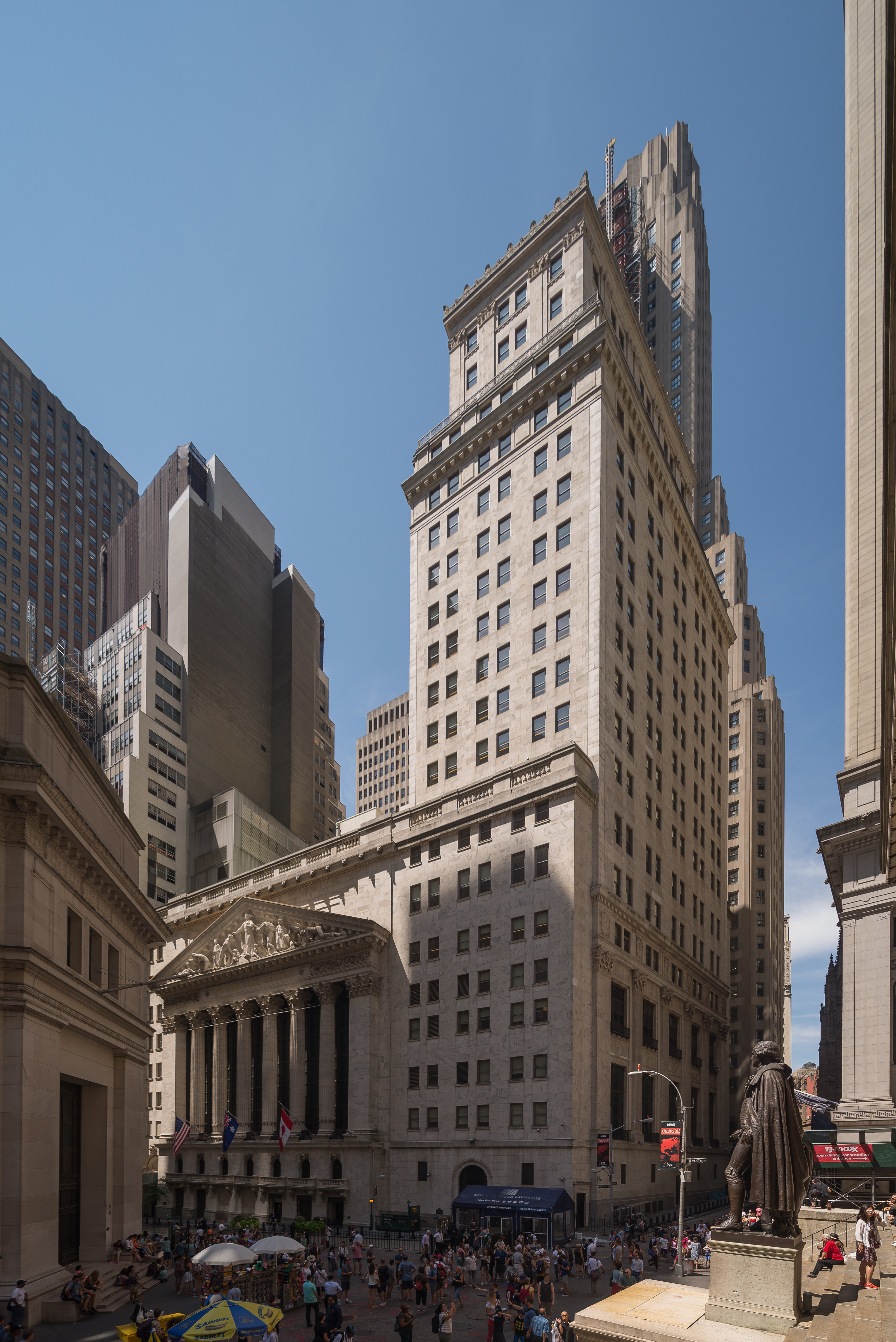
18 Broad Street (centro izquierda) y 11 Wall Street (centro derecha), mirando al oeste desde Federal Hall

El edificio alberga la Bolsa de Valores de Nueva York (NYSE), la bolsa de valores más grande del mundo por capitalización de mercado de sus empresas cotizadas. Está en la misma ubicación que la sede anterior de la NYSE en el mismo sitio, que databa de 1865. El NYSE Building, está compuesto por dos estructuras principales. La estructura sur, a las 18 Broad Street en el centro del bloque, fue diseñado por George B. Post en el estilo neoclásico y terminado en 1903, reemplazando directamente la antigua sede. La estructura norte, en 11 Wall Street en el extremo norte de la cuadra, tiene una fachada directamente en Wall Street; fue diseñado por Trowbridge & Livingston y terminado en 1922. Debido al declive del sitio, el primer piso está a nivel del suelo en la esquina de Wall y New Streets, pero está un nivel por encima de Broad Street.

### Fachada

#### 18 Broad Street
18 Broad Street, la estructura más antigua del edificio moderno, está en el centro del bloque. La estructura tiene una fachada de mármol blanco de Georgia y un techo de 48 m encima del nivel de la acera. 18 Broad Street tiene una fachada de 47 m en New Street y de 42 m en Broad Street.
Frente a Broad Street hay un podio de dos pisos hecho de bloques de granito. El podio se subdivide en siete tramos verticales de puertas en el sótano, que en Broad Street está a nivel del suelo, así como ventanas arqueadas con balcones en el primer piso. Un dintel decorativo remata cada una de las aberturas del sótano, mientras que los soportes sostienen cada balcón corto. Al sur de este podio en Broad Street hay dos bahías adicionales, que tienen una entrada a las oficinas cerca del piso de operaciones. Tiene una apertura arqueada de doble altura a nivel del sótano, con un dintel plano que tiene las palabras "Bolsa" sobre las puertas. La parte superior del arco tiene una piedra angular ornamentada. En New Street, los bloques de mármol rústico revestían el sótano y los primeros pisos, y las aberturas tienen un diseño más simple en comparación con la fachada de Broad Street.

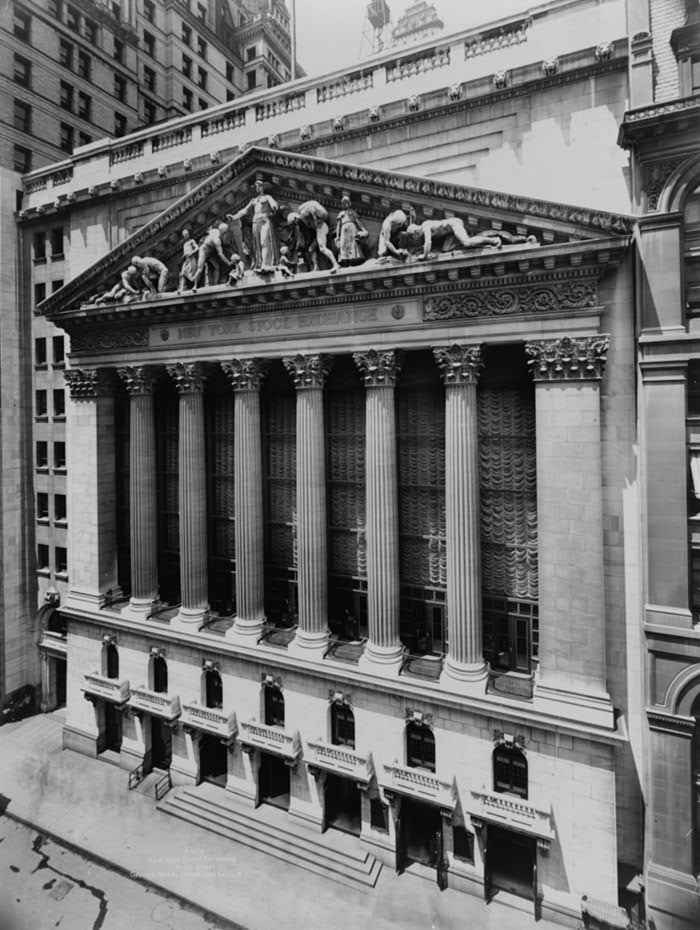
Columnata de Broad Street, que detalla el frontón

Sobre los podios a ambos lados hay columnatas del segundo al quinto piso, cada uno de los cuales tiene dos pilastras planas que flanquean seis columnas. Cada una de las columnas mide 2 m de diámetro y 16 m de altura. Las columnas de Broad Street son estriadas, mientras que las de New Street no. Hay barandillas de hierro forjado entre cada columna. Detrás de cada columnata hay una única ventana enorme, cada una mide aproximadamente 29 m ancho por 15 m altura.  Cada ventana tiene montantes verticales de hierro de 457 mm que pueden soportar su peso y resistir las 75 toneladas de presión que ejerce el viento sobre cada uno de ellos. Los dos tramos más al sur de Broad Street, fuera de la columnata, tienen pares de ventanas en cada uno de los pisos del segundo al octavo.
La parte superior de la columnata en Broad Street es un frontón triangular, originalmente tallado por los hermanos Piccirilli con diseños de John Quincy Adams Ward y Paul Wayland Bartlett. El frontón mide unos 30 m encima de la acera y aproximadamente 33 m de ancho. Está compuesto por once figuras que representan el comercio y la industria, cada una de las cuales oscila entre 1,5 y 4,9 m altura. La figura central es una representación femenina de la integridad, flanqueada a la izquierda por figuras que representan la agricultura y la minería, y a la derecha por las que representan la ciencia, la industria y la invención. Originalmente fabricadas en mármol, las figuras fueron reemplazadas en 1936 por tallas de chapa recubiertas de plomo. Una cornisa con molduras de ova y dardo y tallas de cabezas de leones corre sobre la fachada de Broad Street; está rematado por un parapeto con balaustrada. La fachada de New Street tiene una cornisa simple.

#### 11 Wall Street
El anexo norte a las 11 Wall Street tiene 22 pisos de altura, o 23, incluido el sótano a nivel del suelo en Broad Street, y está construido con mármol de Georgia. Ocupa un lote irregular de 18 m en Broad Street, 48 m en Wall Street, y 30 m en New Street. 11 Wall Street tiene una altura total de 79 m. La masificación o forma general del edificio incorpora varios retranqueos. En el noveno piso, el edificio está alejado de todas las fachadas excepto del lado de Wall Street. Hay más retranqueos en los pisos diecinueve y veinte, así como un techo sobre el piso veintidós. Una cornisa pesada corre alrededor de 11 Wall Street por encima del piso dieciocho.

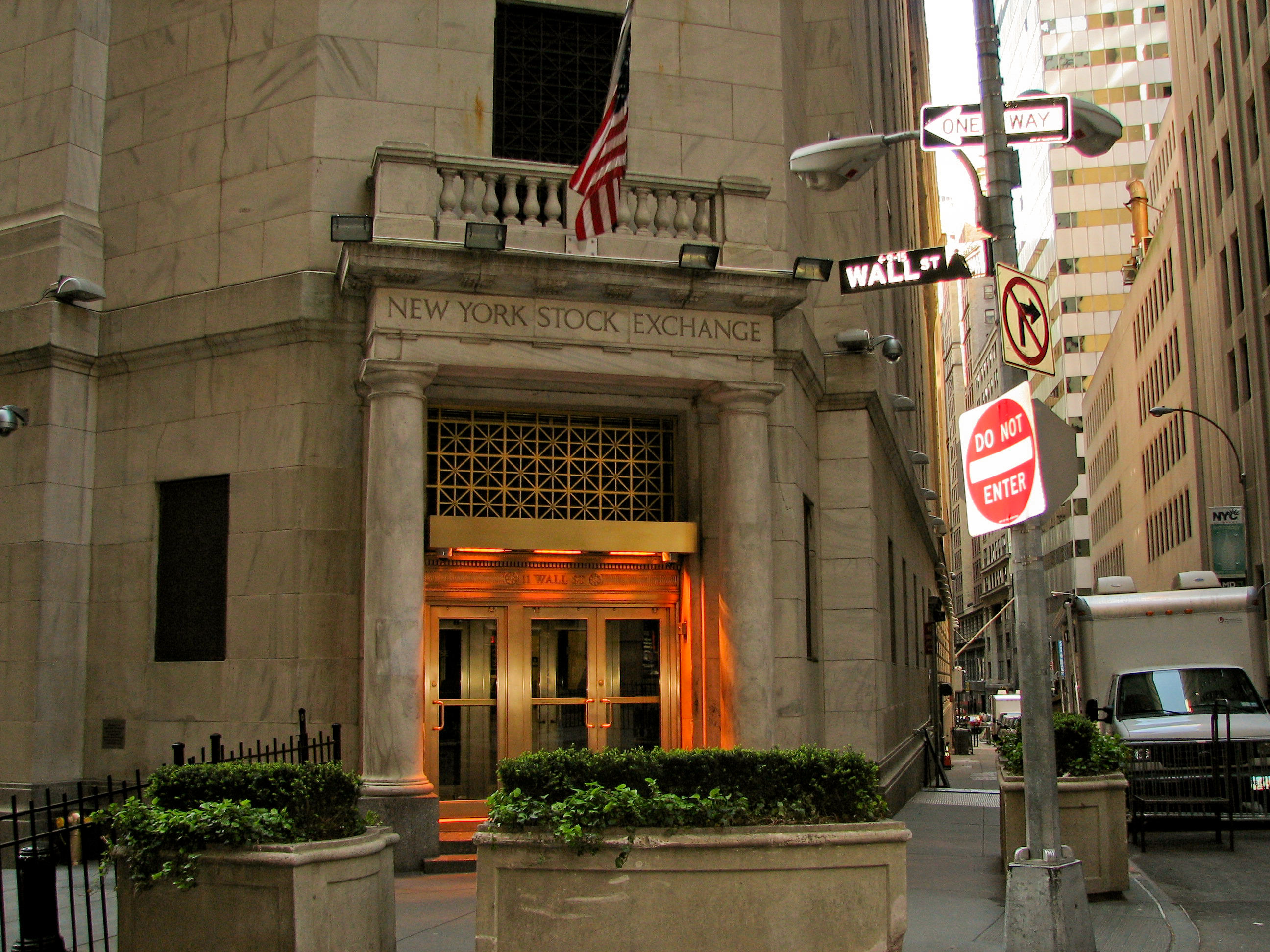
Entrada de 11 Wall Street

La entrada principal del anexo, una esquina chaflanada en Wall y New Streets, consiste en una puerta rectangular flanqueada por columnas dóricas y rematada por un travesaño, entablamento y balaustrada. Las ventanas del 11 Wall Street son en gran parte ventanas de guillotina rectangulares emparejadas. El anexo tiene elementos de diseño que lo conectan visualmente con el edificio más antiguo. En Broad Street, un curso de cinturón sobre el primer piso, dos pisos sobre el nivel de la calle, se conecta con la parte superior del podio en 18 Broad Street. La balaustrada en el noveno piso, diez pisos sobre el nivel de la calle, se conecta con los de la cima de 18 Broad Street. Además, en la fachada de Wall Street, hay una pequeña fila de pilastras planas de estilo corintio que flanquean las ventanas del segundo al quinto piso. Estas pilastras son similares en diseño a las columnatas de 18 Broad Street.

### Interior
El intercambio es el lugar de una gran cantidad de tecnología y datos. Por ejemplo, el piso comercial requiere 3500 kilovatios de electricidad, junto con 8,000 circuitos telefónicos solo en el piso comercial y 200 millas de cables de fibra óptica bajo tierra. Cuando el edificio se completó por primera vez, se instalaron tubos neumáticos y teléfonos en el piso comercial y otras partes del edificio para facilitar las comunicaciones. Unos 25 000 pies (7620,0 m) de tuberías se utilizaron para calentar y enfriar las oficinas. Cuatro calderas generaron una 800 caballos (811,1 CV) de vapor, mientras que tres generadores de energía eran capaces de una 1040 caballos (1054,4 CV). Además, se construyeron numerosos ascensores en las estructuras constitutivas del edificio. Se proporcionaron seis ascensores de pasajeros, tres ascensores y cinco montaplatos en 18 Broad Street. Se instalaron once ascensores en 11 Wall Street; nueve corrieron solo hasta el 17 piso mientras que los otros dos servían a los seis pisos superiores.

#### Sótano
Hay cuatro niveles de sótano. La maquinaria, las plantas eléctricas y de vapor, las salas de empleados y las bóvedas se encuentran en el sótano y el subsótano debajo del piso comercial del primer piso. El edificio tenía una bóveda de seguridad de acero que medía aproximadamente 36 m ancho, 6 m largo y 3 m altura, que pesaba 704 t cuando está vacío. Un corredor en el sótano conducía a la estación de Wall Street de la primera línea de metro de la ciudad (ahora la 4 y 5 trenes), debajo de Broadway.
El nivel más bajo del sótano, 42 pies (12,8 m) debajo de Wall Street, está rodeado por un coferdán de hormigón que descansa sobre roca sólida. El coferdán mide 8 pies (2,4 m) ancho y 50 pies (15,2 m) profundidad. El área circundante tenía un nivel freático extremadamente alto, y el agua se encontraba solo a unos pocos pies debajo del suelo, en parte porque Broad Street era el sitio anterior de una zanja de drenaje. Como resultado, se utilizaron cajones para excavar parte de los 18 El sitio de Broad Street y el resto del sótano y los subsótanos fueron excavados. Los cajones fueron construidos de madera y tenían 9 m × 2 m × 15 m cada uno. John F. O'Rourke fue el contratista de cajones.

#### Pisos de negociación

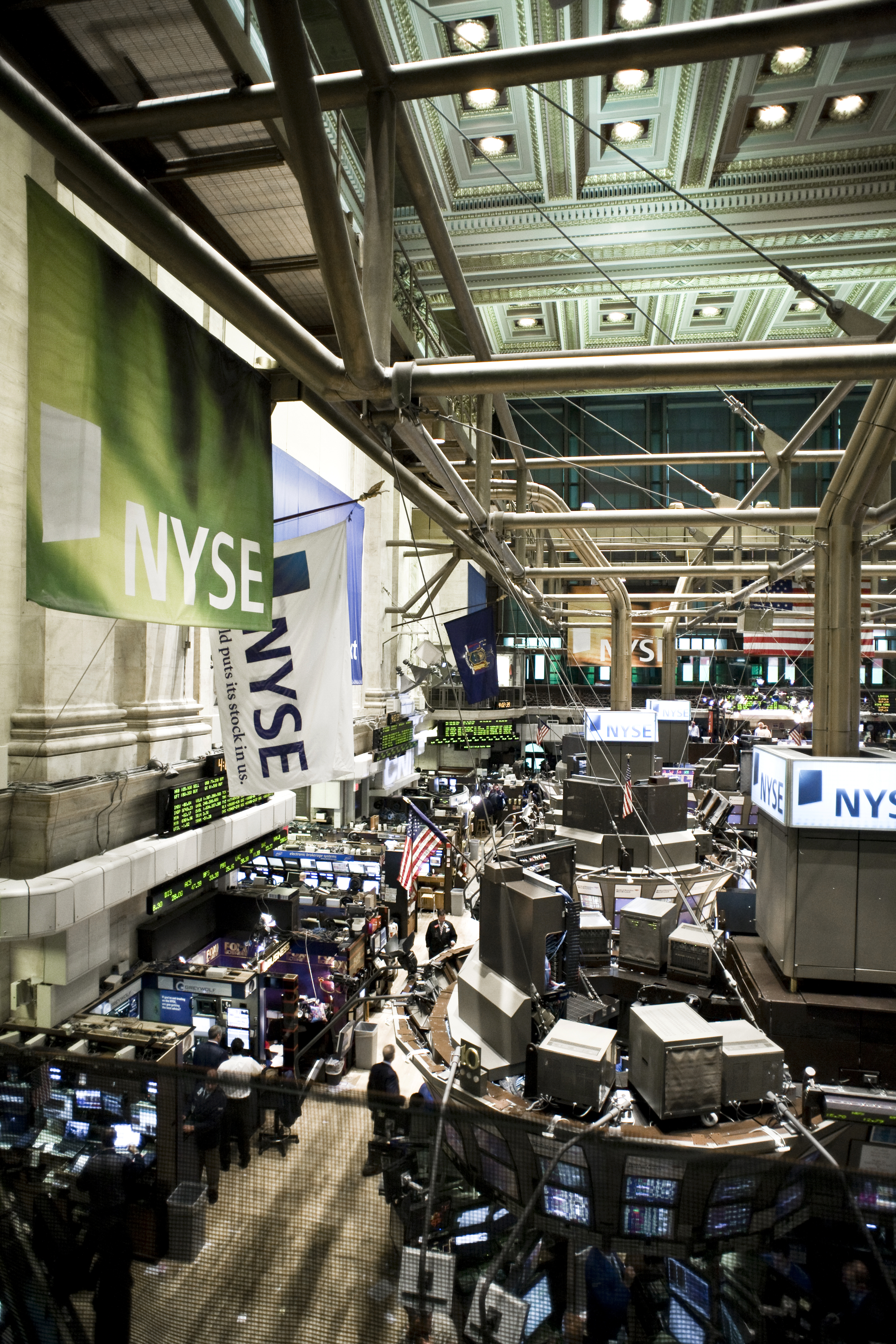
Vista del piso de negociación principal

El piso de negociación principal (antes la sala de juntas), en el primer piso a las 18 Broad Street, cubre 15 000 pies cuadrados (139 354,5 dm²). La habitación, que se extiende a lo ancho del bloque entre las calles New y Broad, tiene unas dimensiones de piso de 109 por 140 pies (33,2 por 42,7 m), con un techo de 72 pies (21,9 m) alto.  El piso de negociación se diseñó para maximizar el espacio utilizable y, como resultado, tenía un espacio mínimo para los visitantes en el piso mismo. Originalmente había una galería estrecha para fumadores en el lado de New Street y un área de admisión para invitados en Broad Street.
El piso de la habitación está al mismo nivel que las calles New y Wall; tal como se construyó, una escalera doble de mármol desde el sótano en Broad Street proporcionó una entrada para los miembros. La superficie del piso estaba originalmente cubierta con madera. El piso está interrumpido solo por ocho columnas de hierro, cuya ubicación se había decidido después de que se realizaron veinte o treinta dibujos. 20 pies (6,1 m) más bajos (6.1 de las paredes están revestidas de mármol, con nichos abovedados para acceder a otras estancias. Las paredes están revestidas con paneles de mármol, que tienen centros de piedra rojiza azulada y metopas de mármol rosa en la parte superior. Cuatro cerchas transversales que abarcan todo el ancho de la habitación y miden 115 pies (35,1 m) largo y 15 pies (4,6 m) soporte grueso del techo. Estas cerchas se llevan sobre pares de pilastras en cada extremo y subdividen el techo en cofres. El centro del techo está equipado con un techo de 30 por 30 pies (9,1 por 9,1 m) claraboya, mientras que el resto del techo fue dorado al finalizar el edificio.
Tal como se construyó, había 500 teléfonos en la habitación, así como anunciadores agrupados alrededor del extremo de New Street y rodeando las grandes columnas en el piso. Las paredes norte y sur originalmente tenían "tableros de ajedrez" de colores con más de 1200 paneles, que podían iluminarse en una variedad de patrones para mostrar una miríada de mensajes a los miembros en el piso. Cada una de las cuatro áreas de negociación principales tiene las campanas de apertura y cierre de la NYSE (originalmente solo una campana), que suenan para marcar el comienzo y el final de cada día de negociación. Colindantes con el piso de operaciones, pero en niveles más altos, estaban las salas de médicos, los baños y las peluquerías para los miembros de la NYSE. Un pasaje conduce al norte a los otros pisos comerciales en 11 Wall Street; otro pasaje también conducía anteriormente al sur a 20 Broad Street.
Hay otro piso de operaciones en la sección noreste de 11 Wall Street, apodado "El garaje". Este piso mide 32 m largo y de 15,2-24,4 m ancho, mientras que el techo mide 13 m alto. La decoración es similar a la del piso de negociación principal. El mármol gris se utiliza para las paredes y los pasillos públicos, mientras que los pasillos privados tienen revestimientos de mármol de Dover y pisos de mármol de Alabama. Hasta 2007, había tres pisos de negociación adicionales. La "Sala Azul" y la "Sala Azul Extendida" estaban en 20 Broad Street, inmediatamente al sur del NYSE Building,. También había una sala de operaciones en el Continental Bank Building en 30 Broad Street.

#### Pisos superiores

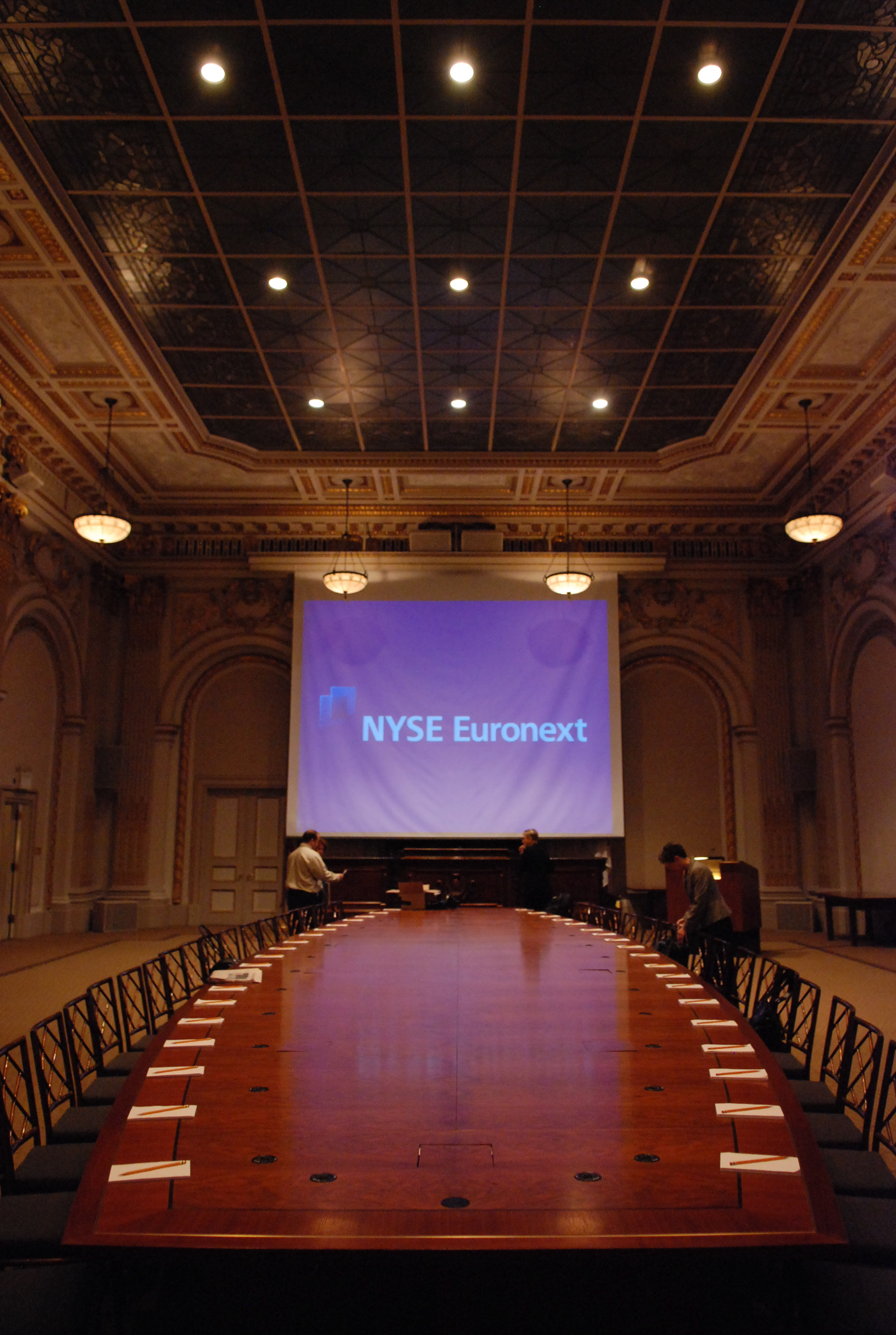
La sala de juntas, antes Bond Room

La publicación incluía un gran eje de luz interior en 18 Los pisos superiores de Broad Street como parte del diseño del edificio. La ubicación de este pozo, y la del piso de comercio, se ve afectada por la planificación de las distintas salas de los pisos superiores. En el sexto piso, sobre el piso de operaciones, está la sala de juntas (antes Bond Room). Esta habitación tiene un tragaluz y techo artesonado. Los muros están adornados con adornos blancos y dorados y tienen arcos sostenidos por pilastras planas. Si bien la habitación estaba originalmente equipada con niveles semicirculares que rodeaban un estrado, estos han sido retirados desde entonces.
La séptima historia de 18 Broad Street contenía el Luncheon Club frente a New Street, que cubría 12 055 pies cuadrados (111 994,6 dm²). El comedor principal del Luncheon Club medía 76 por 40 pies (23,2 por 12,2 m), con 18 pies (5,5 m) techo alto. Se proporcionó un comedor más pequeño para no fumadores, separado del comedor principal por un salón. El octavo piso a lo largo de New Street contenía la cocina del club con una galería de servicio en el entresuelo. Después de que el Luncheon Club cerró en 2006, su espacio se convirtió en un espacio para eventos llamado Freedom Hall.
Las otras habitaciones en el sexto piso del 18 Broad Street incluía la Sala del Gobernador en el lado de Wall Street, así como las salas del presidente y la secretaria, salas de comité y oficinas en el lado de New Street. La sala del Comité de Arreglos y Admisiones contó con dos grandes candelabros de bronce. Las otras salas del comité en esta historia estaban igualmente ornamentadas. Los pisos séptimo y octavo que daban a Broad Street contenían oficinas y salas de comisiones. También hay oficinas en los pisos superiores en 11 Wall Street. Hasta el 17 piso, un piso típico en 11 Wall Street tiene 697 m²  de espacio, pero los seis pisos superiores tienen solo 340 m²  en promedio. Los pisos superiores de ambas estructuras tienen varios espacios para eventos.

## Historia
En 1792, los corredores firmaron el Acuerdo de Buttonwood para formar una organización para el comercio de valores, que más tarde se convirtió en la NYSE. Anteriormente, los subastadores habían intermediado bolsas de valores. En 1817, la organización se reformó como la Junta de Bolsa y Valores de Nueva York. La organización de corredores comenzó a alquilar espacio exclusivamente para el comercio de valores, utilizando varias ubicaciones durante el siguiente medio siglo, incluida la Tontine Coffee House. Con los avances tecnológicos en la segunda mitad del siglo XIX, hubo un rápido crecimiento en la negociación de valores, que se reflejó en el crecimiento de la Bolsa y la Bolsa de Valores.

### Estructura anterior
En diciembre de 1865, la Junta de Bolsa y Valores se trasladó a 10 Broad Street, entre Wall Street y Exchange Place. La New York Stock Exchange Building Company era propietaria de la estructura y la propia Bolsa utilizaba una habitación en el segundo piso. La membresía de la Junta de Bolsa y Valores casi se duplicó de 583 a 1060 cuando adquirió la Junta Abierta de Corredores de Bolsa en 1869. La Junta de Bolsa y Valores, originalmente un accionista menor de la Compañía de la Construcción, compró todas las acciones de la compañía en noviembre de 1870. La empresa adquirió el lote a las 12 Broad Street, y los dos edificios se combinaron y ampliaron según los diseños de James Renwick Jr. El edificio de la Bolsa de Valores reabrió sus puertas en septiembre de 1871. En ocho años, incluso la expansión fue insuficiente para la superpoblada NYSE. Por lo tanto, el comité de gobierno de la bolsa compró terrenos adicionales en las calles Broad y New a fines de 1879. Renwick fue contratado para otra ampliación del edificio de la Bolsa de Valores anterior, que se completó en 1881. Los cuartos ampliados proporcionaron una mejor ventilación e iluminación, así como una sala de juntas más grande.
En 1885, los ingenieros sanitarios describieron la plomería y la ventilación como inadecuadas. La sala de juntas, más cercana a New Street, se amplió una vez más en 1887 hacia Broad Street. Una guía de 1891 caracterizaba al Stock Exchange Building como una estructura de mármol del Renacimiento francés de cinco pisos, con un ramal hacia Wall Street, contiguo al edificio Mortimer al noreste. A pesar de que el edificio se encontraba principalmente en las calles Broad y New, se había asociado más estrechamente con Wall Street. El edificio tenía en gran parte la forma de una letra "T" y tenía una fachada mucho más larga en New Street que en Broad Street. A fines de los años 1890, la estructura estaba nuevamente superpoblada.

### Reemplazo

#### Planificación y construcción

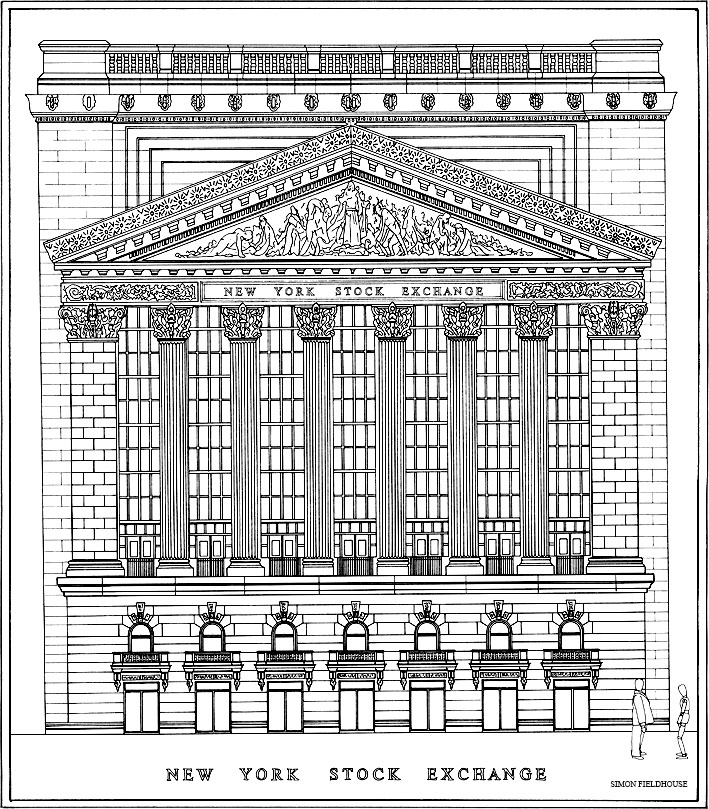
Alzado frontal de la Bolsa de Valores de Nueva York, preparado por George B. Post

La NYSE adquirió las parcelas en 16-18 Broad Street a fines de 1898 después de dos años de negociaciones. La NYSE estaba planeando otra expansión de su edificio, que comenzó en 1903 después de que expirara el contrato de arrendamiento existente de las parcelas. En enero siguiente, la NYSE adquirió el lote el 8 Broad Street. La tierra cuesta $ 1.25  millones de dólares en total.
Se invitó a ocho arquitectos a participar en un concurso de diseño arquitectónico para un edificio de reemplazo en el sitio. Este concurso contó con un informe de los arquitectos William Ware y Charles W. Clinton. La consideración más importante fue que el piso de negociación tenía que ser un espacio abierto con pocas o ninguna interrupción. La NYSE solicitó propuestas para una estructura que tuviera espacio bancario en la planta baja, así como aquellas que no lo tenían. Los planos debían considerar la compleja topografía del lote, la forma inusual, el terreno subyacente y la remoción de la gran bóveda de depósito. La publicista Ivy Lee escribió que la estructura debía "ser monumental desde el punto de vista arquitectónico y estar equipada con todos los dispositivos que la mecánica, la electricidad o el ingenio pudieran suministrar con todos los recursos necesarios para negociar el comercio de valores para el centro comercial del mundo". Los gobernadores de NYSE finalmente decidieron no incluir una sala bancaria en el nivel del suelo, que consideraron que restringiría el movimiento durante las emergencias.
En diciembre de 1899, el comité de gobierno de la NYSE aprobó por unanimidad la presentación de George B. Post. Ese mes, se formó un comité para supervisar la construcción del nuevo edificio. Post continuó revisando su diseño durante el año siguiente. Para julio de 1900, la NYSE había acordado mudarse a la Bolsa de Productos de Nueva York en Bowling Green mientras se construía el NYSE Building, de reemplazo. Post presentó planos para el edificio con el Departamento de Edificios de Nueva York el 19 de abril de 1901. El último día de los comerciantes en el antiguo NYSE Building, fue ocho días después, en abril 27. La piedra angular se colocó el 9 de septiembre de 1901. Los contratistas que excavaron el sitio tuvieron que trabajar alrededor de la antigua bóveda, que no solo tuvo que ser preservada mientras se construían la nueva bóveda y los cimientos, sino que luego tuvo que ser demolida delicadamente.
Inicialmente, los contratistas habían planeado que la nueva estructura se completara dentro de un año del cierre del antiguo edificio. Varios problemas retrasaron la apertura un año, incluida la dificultad para demoler el edificio antiguo, así como las modificaciones realizadas al plan original durante la construcción. RH Thomas, presidente del comité que supervisó la construcción, justificó la demora diciendo: "Donde tantos de nuestros miembros pasan los años activos de sus vidas, tienen derecho a lo mejor que el ingenio arquitectónico y la habilidad de ingeniería pueden producir". Más de dos mil invitados asistieron a la ceremonia de inauguración del edificio el 22 de abril de 1903. El evento incluyó discursos de Rudolph Keppler, presidente de la Bolsa de Valores de Nueva York, y Seth Low, alcalde de Nueva York. El piso de negociación abrió sus puertas al día siguiente. The New York Times informó: "Cuando cayó el mazo, muchos corredores compitieron entre sí por el honor de realizar la primera transacción comercial".

#### Primeros años y anexo

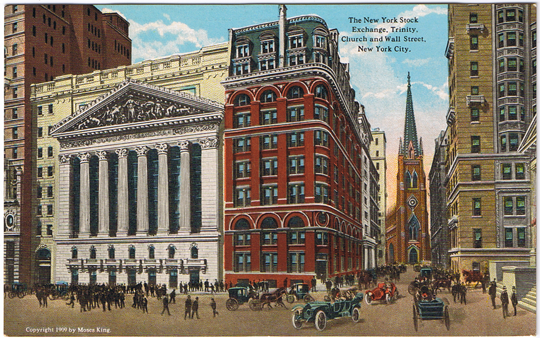
Una postal en color que muestra Broad Street en 1909, con el NYSE Building, el Mortimer Building y Iglesia de la Trinidad de izquierda a derecha

En los años posteriores a la finalización del NYSE Building, lass operaciones encontraron dificultades. Tras el pánico de 1907, cuando la NYSE había caído casi un cincuenta por ciento desde el pico del año anterior, dos investigaciones gubernamentales en 1909 y 1912 llevaron a la aprobación de la Ley de la Reserva Federal de 1913. Además, el inicio de la Guerra en 1914, llevó a muchos inversores a liquidar sus valores por oro. Como resultado, la NYSE estuvo completamente cerrado durante cuatro meses en 1914, y la primera vez que ocurrió un cierre tan prolongado. El comercio de acciones de guerra llevó a un aumento en el negocio en la Bolsa de Curb de Nueva York fuera del Edificio NYSE y, para 1916, la NYSE estaba contemplando permitir que Curb se moviera adentro. Este plan fracasó y Curb construyó su propia estructura en 86 Trinity Place, varias cuadras al oeste, en 1921. El 16 de septiembre de 1920 sucedió el atentado de Wall Street, en el que murieron 38 personas y cientos más resultaron heridas.
En sus dos primeras décadas, y especialmente después del final de la Primera Guerra Mundial, la Bolsa de Nueva York creció significativamente. El espacio 18 Broad Street fue insuficiente. En diciembre de 1918, la NYSE compró el Mortimer Building al noreste de su estructura existente, lo que le dio al intercambio 299 m² adicionales. El anexo daría al edificio una fachada completa en Wall Street, mientras que anteriormente 18 Broad Street solo tenía 5 m a lo largo de Wall Street. La demolición del edificio Mortimer comenzó a mediados de 1919. La NYSE también arrendó el Wilks Building al noroeste de su estructura existente en enero de 1920; el lote se evaluó en 1.9 millones de dólares. La demolición del edificio Wilks comenzó en junio de 1920.
Trowbridge y Livingston recibieron el encargo de diseñar un anexo en los sitios de Mortimer y Wilks, mientras que Marc Eidlitz y Son recibieron el contrato para la construcción del anexo. El anexo en 11 Wall Street de 22 pisos se finalizó en febrero de 1920. La Bolsa de Nueva York alquilaría los primeros ocho pisos y el sótano, incluidos varios pisos para un piso comercial ampliado conocido como el "Garaje", mientras que los pisos superiores se alquilarían a inquilinos de oficinas. En agosto de 1922, el anexo estaba casi terminado y varias empresas ya habían firmado contratos de arrendamiento por aproximadamente el 60 por ciento del espacio de oficinas disponible. El piso de negociación del anexo se abrió durante la última semana de diciembre de 1922.

### Operaciones posteriores y ampliaciones

#### 1920 a 1940

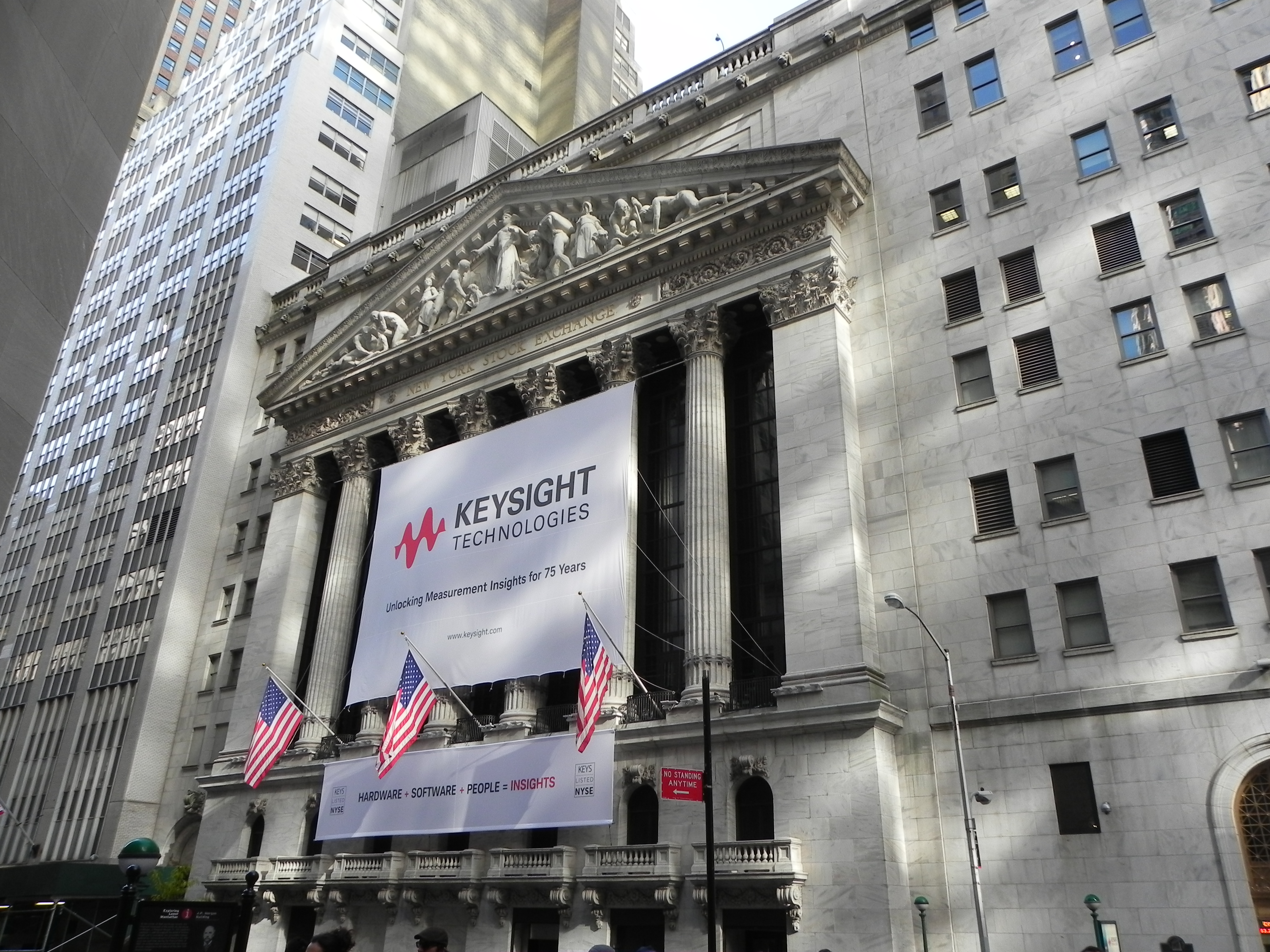
Los 20 adyacentes Edificio Broad Street, 18 original Estructura de Broad Street, y 11 Anexo de Wall Street, visto de izquierda a derecha

El anexo de la oficina era insuficiente para adaptarse al crecimiento a largo plazo de la Bolsa de Nueva York. A mediados de 1926, el intercambio alquiló tres pisos en el edificio vecino Commercial Cable Building en 20 Broad Street. La planta baja se conectaría a la de 18 Broad Street, mientras que el primer y segundo piso de ese edificio se combinarían en una sola sala de negociación de bonos con un techo alto. Estos pisos se conectaban con 18 Broad Street, aunque siguieron siendo edificios separados. En 1928, la NYSE compró no solo el Commercial Cable Building sino también el Blair Building, tomando el control de toda la propiedad de la manzana.
El crecimiento de la Bolsa de Nueva York se detuvo repentinamente con el desplome de Wall Street de 1929, cuando los precios de las acciones en la bolsa colapsaron, en lo que se citó como una de las causas de la Gran Depresión. El piso de negociación de la NYSE estuvo cerrado durante más de una semana durante la Depresión, en marzo de 1933, después de que el presidente Franklin D. Roosevelt firmara la Ley de Banca de Emergencia. Las esculturas de mármol del frontón de Broad Street, que se habían deteriorado con los años, fueron reemplazadas en 1936. Las nuevas figuras estaban hechas de metal, aunque esto se mantuvo en secreto durante dieciocho años. Al final de la Gran Depresión, la Bolsa de Nueva York volvió a crecer. Durante la Segunda Guerra Mundial, a las mujeres se les permitió ingresar al piso de operaciones del edificio por primera vez en la historia de Exchange.

#### 1950 a 1980
En 1954, la NYSE planeaba reemplazar los edificios Commercial Cable y Blair por un rascacielos en 20 Broad Street. Parte del rascacielos se usaría para instalaciones auxiliares para la NYSE, y la bolsa tenía formalmente una opción para expandir su piso de operaciones a 20 Broad Street si surgía la necesidad. La estructura, diseñada por Kahn & Jacobs y Sidney Goldstone, se completó en 1956 con 27 pisos y 39 112 m². La NYSE usó inicialmente del segundo al cuarto piso en 20 Broad Street, correspondiente al primer al tercer piso de su edificio principal, como espacio de exhibición. El nuevo edificio no formaba parte del NYSE Building, y New York Life Insurance Company compró 20 Broad Street en 1959.
A principios de los años 1960, la NYSE necesitaba expandir sus operaciones nuevamente y estaba considerando mudarse por completo de su edificio principal. El edificio había albergado algunas firmas de valores que también eran miembros de la bolsa, pero la NYSE ahora necesitaba el espacio para sí misma, y la última firma se mudó a fines de 1961. En ese momento, el liderazgo de NYSE esperaba adquirir terrenos en el Bajo Manhattan y construir un nuevo edificio dentro de cinco años. La NYSE hizo varias propuestas para la nueva sede, ninguna de las cuales se llevó a cabo.  El intercambio seleccionó un sitio en Battery Park City en 1965, pero abandonó los planes para el sitio al año siguiente. Los gobernadores de la Bolsa de Nueva York votaron en 1967 para expandir el piso de operaciones en 20 Broad Street. La expansión, apodada "Blue Room", inauguró en julio de 1969. Proporcionó 8000 pies cuadrados (74 322,4 dm²) de espacio adicional a los 23 000 pies cuadrados (213 676,9 dm²) piso de negociación, que podría acomodar a casi doscientos empleados más. Además, algunas de las instalaciones informáticas se trasladaron a Paramus, Nueva Jersey, entre 1967 y 1969.
La NYSE buscaba construir una nueva sede a lo largo del East River, en el extremo este de Wall Street, a largo plazo. Estos planes se pospusieron indefinidamente en 1970 debido a la recesión de 1969-1970. En 1977, los medios de comunicación publicaron rumores de que la NYSE y la American Stock Exchange (AMEX) se fusionarían y construirían una nueva instalación combinada; sin embargo, la fusión no se produjo en ese momento. Como medida temporal, la NYSE renovó su centro de visitantes en 1979, agregando una galería de varios pisos con varias exhibiciones adyacentes al piso principal de operaciones. Aún con poco espacio, la NYSE alquiló algunas oficinas en el número American Surety Building, a una cuadra de distancia, en 1980. La NYSE estaba buscando expandir su piso de operaciones nuevamente y, en 1985, anunció una extensión de 11  millones de dólares de Blue Room en 20 Broad Street, que agregaría 650 m² al piso de negociación. Esta expansión se completó en 1988. Además, la campana original dentro del piso principal de operaciones fue reemplazada a fines de los años 1980.

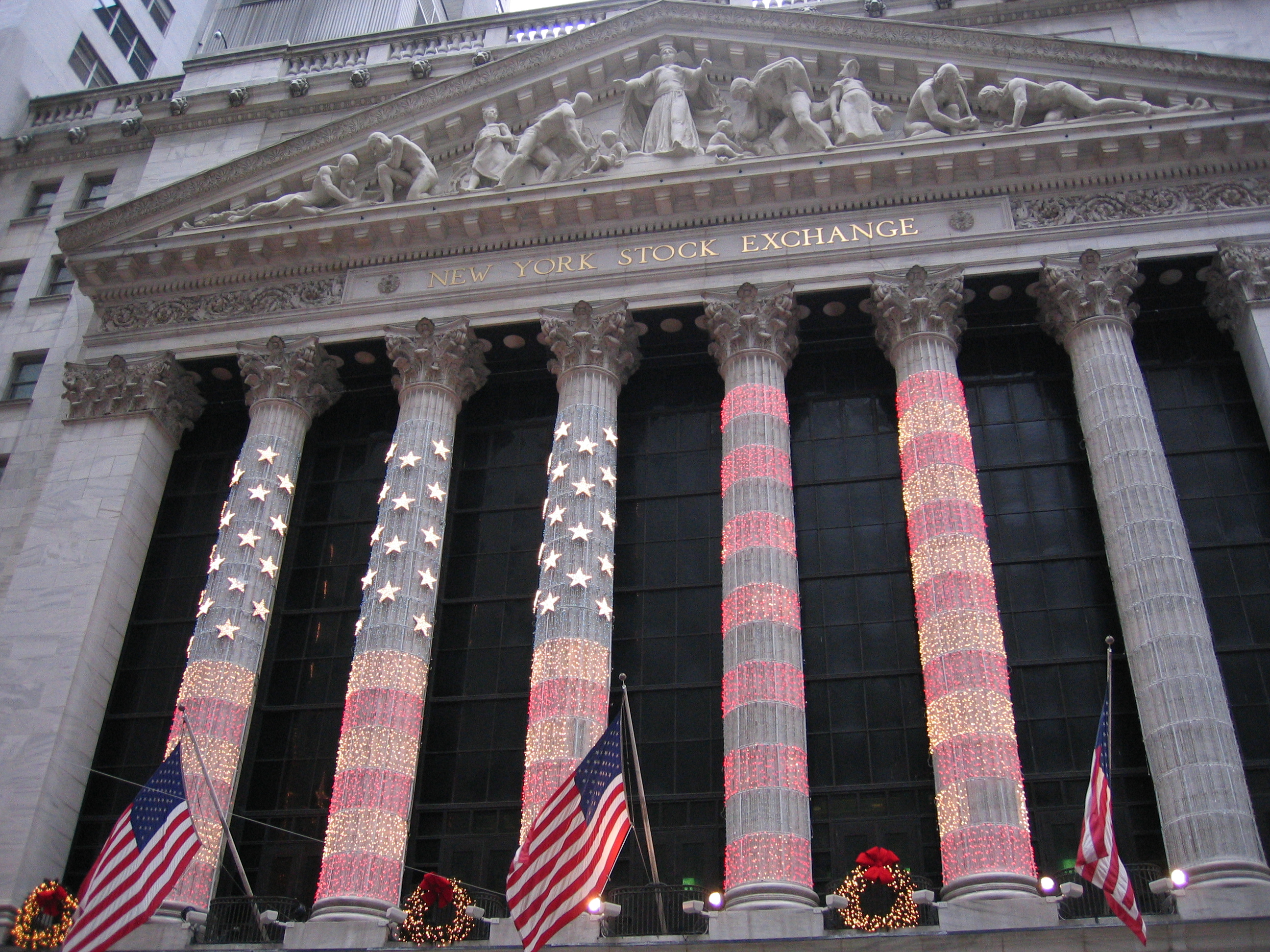
El NYSE Building en Navidad

NYSE, AMEX y J. P. Morgan & Co. propusieron crear un "supercentro" financiero en la cuadra inmediatamente al este del NYSE Building,, al otro lado de Broad Street, en 1992. El supercentro, que será desarrollado por Olympia y York y diseñado por Skidmore, Owings & Merrill (SOM), habría consistido en una torre de 50 pisos por encima de dos de 5 m² pisos de negociación. Después de que Olympia y York se retiraron del supercentro propuesto debido a dificultades financieras, un equipo compuesto por JP Morgan & Co., Lewis Rudin, Gerald D. Hines y Fred Wilpon asumieron el proyecto. La NYSE se retiró del proyecto en 1993.
La NYSE reanudó la búsqueda de sitios alternativos para su sede a mediados de 1996. Durante los cinco años anteriores, más de mil empresas se habían incluido en el directorio de la bolsa y el volumen de operaciones se había más que duplicado. En un sitio, a lo largo del East River al final de Wall Street, el desarrollador Donald Trump propuso un edificio de 140 pisos diseñado por Kohn Pedersen Fox para la NYSE, que habría sido el edificio más alto del mundo. Otros sitios bajo consideración incluyeron el Broad Exchange Building inmediatamente al sureste, así como Bowling Green en el extremo sur de Manhattan. La NYSE también consideró trasladarse al World Financial Center en la cercana Battery Park City, así como a un sitio en Jersey City al otro lado del río Hudson. Las autoridades de la ciudad ofrecieron incentivos fiscales sustanciales para mantener la NYSE en el Distrito Financiero, que a su vez aumentó el costo del nuevo edificio. A fines de 1996, la NYSE propuso expandir el edificio existente hacia el este sobre Broad Street, cerrándolo al tráfico vehicular y creando un atrio cubierto de vidrio sobre la calle. El plan inicial para el atrio de HLW International fue ampliamente criticado, al igual que una modificación de Hugh Hardy, y la NYSE finalmente abandonó la propuesta del atrio.
Como medida provisional, la NYSE examinó la posibilidad de abrir un piso de negociación a 30 Broad Street a menos de una cuadra al sur en 1988. La expansión, que se inauguró a finales de 2000, consistió en una instalación de 929 m² diseñada por SOM. El mismo año, la NYSE y los gobiernos de la ciudad y el estado de Nueva York acordaron adquirir el bloque del este. El plan incluía demoler todas las estructuras excepto 23 Wall Street para dar paso a un rascacielos de 50 pisos diseñado por SOM. Por los atentados del 11 de septiembre de 2001, que resultaron en el colapso del World Trade Center cercano, el piso de operaciones cerró por  varios días, algo que solo había sucedido en dos ocasiones. La expansión del Bajo Manhattan a la NYSE finalmente se canceló en 2002. La NYSE buscó abrir un piso de operaciones en otro lugar para poder seguir operando si los terroristas atacaban su edificio principal.
Durante los años siguientes, el aumento del comercio electrónico hizo que el espacio comercial físico fuera superfluo. El piso representó menos de la mitad de las transacciones en 2007, frente al 80 por ciento en 2004. Como resultado, las sala de 30 Broad Street cerró en febrero de 2007. Se anunció el cierre de la Sala Azul y la Sala Azul Extendida más tarde ese año, dejando solo el piso principal y el Garaje. El piso de negociación del NYSE Building, se cerró durante dos meses en 2020 durante la pandemia de COVID-19 en la ciudad de Nueva York, pero el comercio electrónico continuó durante todo el proceso.

## Impacto

### Recepción de la crítica
Cuando el 18 Broad Street se completó, Ivy Lee escribió: "En el contorno exterior sugiere la arquitectura columnar y monumental de los antiguos griegos. Pero este exterior alberga la esencia misma de la vigorosa energía de este siglo XX ". Percy C. Stuart de Architectural Record escribió que, con las columnatas y las grandes ventanas del piso comercial, "el nuevo Exchange tendrá una escala propia, tan simple e impresionante a la vez que lo señalará fácilmente entre sus alrededores". El crítico de arquitectura Montgomery Schuyler calificó el edificio como una "obra muy brillante y exitosa". Schuyler apreció especialmente que las columnas de las columnatas dividieran visualmente las grandes ventanas detrás de ellas; su única crítica negativa fue que la talla del sótano era incongruente con el resto del diseño. Después de que se completó el anexo, la Liga del Centro lo declaró como el "mejor edificio" erigido en el Bajo Manhattan en 1922.
Algunos comentarios se centraron en partes específicas del diseño. En 1903, Scribner's Magazine escribió que el frontón de Broad Street estaba en desventaja por su ubicación frente a varios edificios altos, "lo que ha hecho que Ward dé a sus figuras una escala muy grande y disminuya su número". Un artículo de Architectural Record del año siguiente señaló un problema similar, indicando que una vista frontal era extremadamente difícil a menos que uno entrara en un edificio cercano, y que "ni el arquitecto ni el escultor podrían haber esperado que muchas personas examinaran el edificio de esa manera". El escritor de arquitectura Robert A. M. Stern dijo que las esculturas del frontón le daban al edificio "un aire de calma magistral, ya que presidía la intersección más importante del mundo financiero".

### Impacto cultural

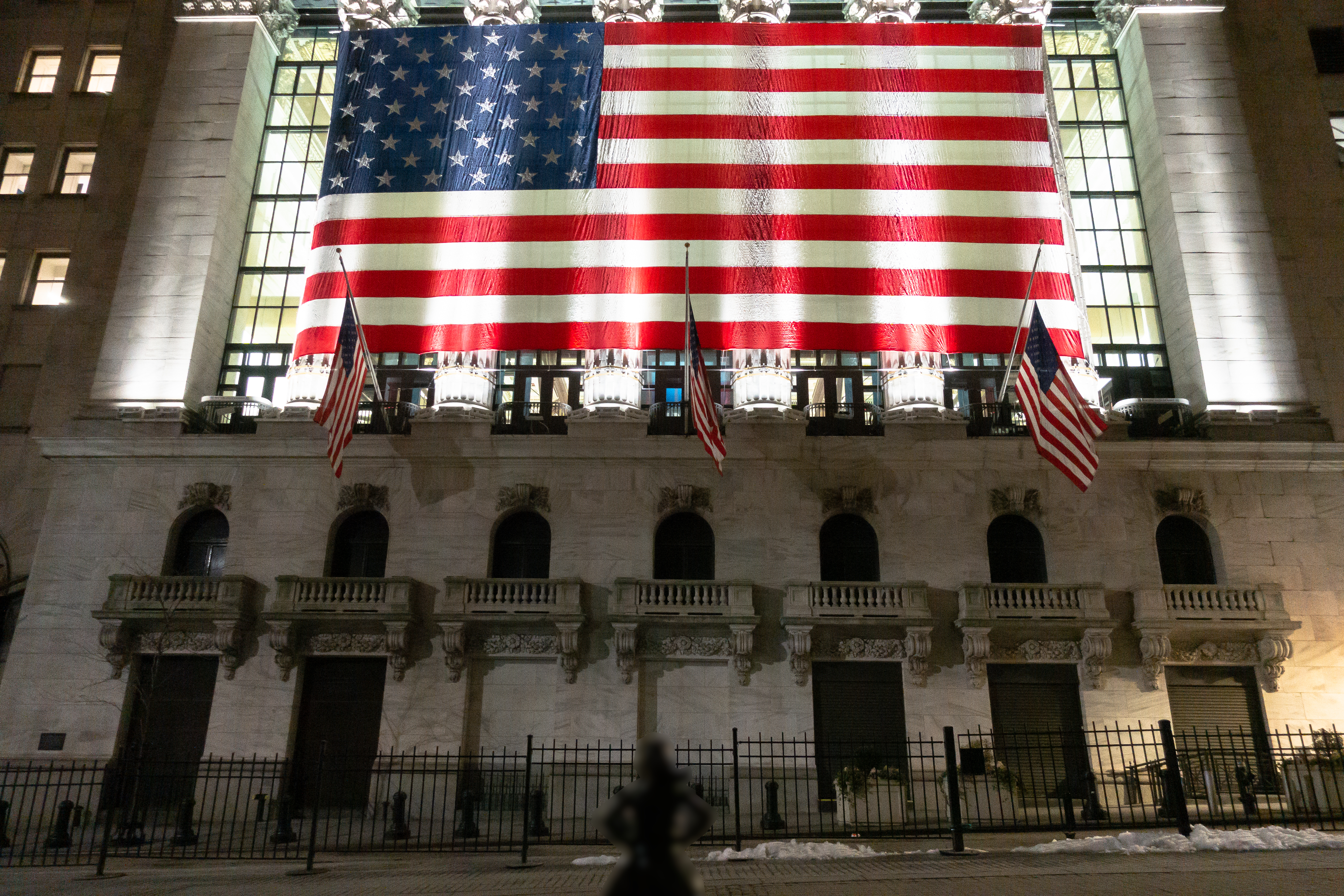
Fearless Girl (abajo) frente al edificio de la Bolsa de Valores de Nueva York

El logotipo de NYSE, en el que NYSE tiene una marca comercial, representa las columnas del edificio 18 Broad Street. Esto ha llevado a disputas cuando se combina con el estado del edificio como un ícono de la NYSE. Por ejemplo, en 1999, la Bolsa de Nueva York demandó sin éxito al New York-New York Hotel & Casino por infracción de marca registrada después de que este construyera el "New York-New York $lot Exchange", basado libremente en 18 Broad Street.
La prominencia del NYSE Building también lo ha convertido en la ubicación de obras de arte. En 1989, el artista Arturo Di Modica instaló su escultura Charging Bull frente al edificio. La escultura fue removida y finalmente reinstalada en Bowling Green, dos cuadras al sur. Posteriormente, en 2018, la escultura de bronce de Kristen Visbal, Fearless Girl, se instaló fuera del NYSE Building, en Broad Street. La escultura Fearless Girl se enfrentó a Charging Bull cuando se instaló en Bowling Green en 2017, pero se trasladó a la NYSE debido a las quejas de Di Modica.

### Designaciones de puntos de referencia
Ya en 1965, la Comisión de Preservación de Monumentos Históricos de la Ciudad de Nueva York (LPC) había considerado designar el 18 Broad Street, pero no el anexo de 11 Wall Street, como un hito. Fue uno de los primeros edificios que la LPC había propuesto para el estatus de hito, ya que la comisión acababa de obtener la autoridad para designar las estructuras de la ciudad como hitos. Sin embargo, la NYSE se opuso al estado histórico en ese momento. La LPC celebró una segunda audiencia histórica en 1980, pero la propuesta fue rechazada nuevamente. En 1983, The New York Times citó el NYSE Building como una de varias estructuras prominentes que no habían sido designadas por la LPC en los primeros dieciocho años de la agencia, junto con el Rockefeller Center y el Woolworth Building. El LPC reconsideró la designación de 18 Broad Street en 1985. Tras varias audiencias públicas, la LPC finalmente otorgó el estatus de hito a 18 Broad Street el 9 de julio de 1985.
Ambos edificios se agregaron al Registro Nacional de Lugares Históricos (NRHP) como Monumento Histórico Nacional en 1978. El edificio fue designado como propiedad contribuyente al Distrito Histórico de Wall Street, un distrito del Registro Nacional de Lugares Históricos, en 2007.